# Methylacetoacetaat
Methylacetoacetaat of MAA is een organische verbinding met als brutoformule C5H8O3. De stof komt voor als een kleurloze, heldere vloeistof met een citrusachtige geur, die goed oplosbaar is in water.

## Toepassingen
Methylacetoacetaat kent een groot aantal toepassingen:
- bij de synthese van carbonzuren, ketonen en heterocyclische verbindingen (furanen, pyrazolen, pyridine, oxazolen, pyrimidines, chinolines, ...)
- als tussenproduct van vitamines (A, B1 en E), alsook van voedingsadditieven (methionine)
- als tussenproduct van geneesmiddelen (antipyrine, dipyridamol, nifedipine, halfsynthetische penicilline, ...)
- als tussenproduct van pesticiden (mevinfos, pirimifosmethyl, pirimifosethyl, hymexazol, ...)
- als industrieel technisch oplosmiddel
- bij de synthese van kleurstoffen

## Toxicologie en veiligheid
De stof ontleedt bij verbranding met vorming van irriterende dampen. Ze reageert met oxiderende stoffen.
De stof is irriterend voor de ogen en de luchtwegen. Blootstelling kan een verminderd bewustzijn en duizeligheid veroorzaken.